# Шерри, Ален
Ален Шерри (алб. Alen Sherri; род. 15 декабря 1997, Шкодер) — албанский футболист, вратарь итальянского клуба «Кальяри» и сборной Албании.

## Ранние годы
Родился 15 декабря 1997 года в Шкодере. Воспитанник футбольной школы клуба «Влазния». Во время выступлений за молодёжные команды «Влазнии» стал чемпионом Албании сезона 2013/14 в составе команды U17.

## Клубная карьера
Взрослую футбольную карьеру начал в 2015 году, присоединившись к основной команде клуба «Влазния». На профессиональном уровне дебютировал 12 апреля 2015 года в матче против «Тираны», отыграв весь матч. За пять сезонов провёл 84 матча в рамках национального чемпионата. Отмечался достаточно высокой надёжностью, пропуская в играх чемпионата в среднем менее одного гола за матч.
Впоследствии с 2020 по 2024 год играл в составе команд «Лачи» и «Эгнатия».
В состав клуба «Кальяри» присоединился в 2024 году.

## Карьера в сборной
В течение 2015—2018 годов привлекался в состав молодёжной сборной Албании. На молодёжном уровне сыграл в 2 официальных матчах, пропустив 5 голов.
В 2022 году дебютировал в официальных матчах в составе национальной сборной Албании.

## Достижения
Эгнатия
- Чемпион Албании: 2023/24
- Кубок Албании: 2022/23, 2023/24